# Tramwaje w Schwyz
Tramwaje w Schwyz − zlikwidowany system komunikacji tramwajowej w szwajcarskich miejscowościach: Seewen, Schwyz, Ibach i Brunnen, działający w latach 1900–1963.

## Historia
Pierwszy projekt budowy linii tramwajowej, jeszcze jako parowej, ze Schwyz do Seewen i Brunnen narodził się w połowie lat 80. XIX w. Z powodu problemów z budową linii Schwyz–Brunnen złożono w 1898 wniosek o pozwolenie na budowę linii tramwaju elektrycznego tylko ze Schwyz do Seewen. W wyniku wydania zgody na budowę, 15 maja 1899, powstała spółka Elektrische Strassenbahn Schwyz-Seewen. Jeszcze w 1899 ruszyły prace budowlane i 6 października 1900 otwarto linię. W 1912 spółce tramwajowej zmieniono nazwę na Schwyzer Strassenbahn. W styczniu 1913 ruszyła budowa linii o długości 1,7 km ze Schwyz do Ibach, a później rozpoczęto budowę 3,5 km linii z Ibach do Brunnen. Pierwszy odcinek linii ze Schwyz do Ibach otwarto 14 października 1914, a pozostałą część linii z Ibach do Brunnen otwarto 8 maja 1915. Przy okazji budowy linii do Brunnen zmieniono napięcie w sieci trakcyjnej z dotychczasowego 750 V na 1000 V. Od lat 50. XX w. padały propozycje likwidacji tramwajów. 28 grudnia 1961 zapadła decyzja o likwidacji tramwajów i zastąpieniu ich przez autobusy. Datę likwidacji linii zaplanowano na 29 września 1963, jednak z powodu opóźnień w dostawach autobusów ostatni kurs tramwaje wykonały 15 grudnia 1963. Linię rozebrano wkrótce po zawieszeniu przewozów. 

## Linia
Przez Schwyz przechodziła jedna linia tramwajowa, którą otwierano etapami:
- Seewen−Schwyz otwarta 6 października 1900
- Schwyz−Ibach otwarta 12 października 1914
- Ibach−Brunnen Schiffstation otwarta 8 maja 1915

## Tabor
Pierwsze wagony dostarczyła Schweizer Wagonfabriken Schlieren i BBC Baden. Tramwaje miały oznaczenia Ce 2/2 oznaczono je nr 1 – 2. Każdy tramwaj miał po dwa silniki o mocy 25 kW każdy, wagony mogły pomieścić 50 pasażerów. Do obsługi linii ze Schwyz do Brunnen zakupiono tramwaje z Maschinenfabrik Augsburg-Nürnberg (MAN). W 1914 otrzymano 6 wagonów silnikowych Ce 2/2 o nr 1-6 oraz dwa doczepne typu C2. Każdy wagon silnikowy o długości 10,6 m miał dwa silniki o mocy 70 kW każdy. W 1915 zakupiono wagon towarowy do przewozu poczty. Pierwsze dwa tramwaje Ce 2/2 wcześniej wycofano z eksploatacji. Po likwidacji tramwajów tabor zezłomowano pozostawiając jedynie trzy wagony, które zezłomowano kilka lat później. 
Dane techniczne taboru:
| Typ    | Rok produkcji | Liczba egzemplarzy/numery | Długość | Waga   | Uwagi            |
| ------ | ------------- | ------------------------- | ------- | ------ | ---------------- |
| Ce 2/2 | 1914          | 6/1−6                     | 10,6 m  | 15 ton | wagony silnikowe |
| C 2/2  | 1914          | 2/11, 12                  | 8,8 m   | 5 ton  | wagony doczepne  |
| Z      | 1910          | 1/1                       | 2,8 m   | 1 tona | wagon towarowy   |
| K      | 1915          | 1/20                      | 5,1 m   | 4 ton  | wagon pocztowy   |
| M (X)  | 1918          | 1/30                      | 5,85 m  | 2 ton  | wagon towarowy   |